# Ларина, Варвара Георгиевна
Варва́ра Гео́ргиевна Ла́рина (англ. Barbara Larin, ранее — и́нокиня Ва́сса; род. 11 декабря 1970, Наяк, Нью-Йорк) — литургистка, византистка, преподаватель Венского университета. Доктор философии (2014). Автор ряда научных публикаций. Член Society of Oriental Liturgy и North American Academy of Liturgy.
До мая 2025 года — инокиня Русской православной церкви заграницей, но после вхождения в юрисдикцию Православной церкви Украины, лишена иноческого чина.

## Биография
Родилась в 1970 году в семье священника Русской зарубежной церкви протоиерея Георгия Ларина (1934—2024).
В 1984 году поступила в Наякскую среднюю школу, которую окончила в 1987 году с отличием.
В 1987—1989 училась в Брин-Мор-колледж с гуманитарной специализацией.
В 1990 году поступила в Леснинский монастырь РПЦЗ в Шовенкур-Провемоне, Франция. В 1996 переведена архиепископом Берлино-Германским Марком (Арнтом) в Мюнхен, где несла послушание регента в кафедральном соборе.
В 1996—2004 годы изучала архивные документы по истории РПЦЗ в собраниях Нью-Йорка, Мюнхена и Москвы.
C октября 2003 года училась в Институте Православного богословия Мюнхенского университета, который окончила 10 февраля 2006 года; тема выпускной дипломной работы: «Entstehungsgeschichte und liturgisch-theologische Deutung des „königlichen“ Anfangs des Orthros».
В 2006—2008 годы работала асcистенткой профессора Роберта Тафта в Папском Восточном Институте в Риме.
18 декабря 2008 года защитила в Мюнхенском университете докторскую диссертацию по теме «The Hierarchal Divine Liturgy in Arsenij Suxanov’s Proskinitarij: Text, Translation, and Liturgical Analysis of the Entrance Rites» (научный руководитель — проф. Роберт Тафт). С января 2009 года преподает в Институте Литургических исследований Богословского факультета Венского университета (Австрия).
23 октября 2014 года решением Священного Синода включена в состав Межсоборного присутствия; вошла в состав комиссии по вопросам церковного права и комиссии по вопросам богослужения и церковного искусства
В июле 2017 года, в связи с опубликованными в сети высказываниями инокини относительно гомосексуальности, а также развернувшейся в связи с этим широкой дискуссией, канцелярия Архиерейского Синода РПЦЗ опубликовала циркулярное письмо с заявлением, что личные интерпретации инокини Вассы являются «противоречащими учению Евангелия, и пастырски-вредными».

## «Кофе с сестрой Вассой»
Инокиня Васса получила известность в интернете благодаря коротким видеороликам, которые стали размещать на YouTube под общим названием «Coffee with Sr. Vassa» — первый ролик был опубликован 29 августа 2013 года. Эти ролики (подкасты), длиной обычно около десяти минут, повествуют о различных темах, связанных с Церковью, от основных верований Церкви, говоря о праздничных днях и праздниках, к современным проблемам и событиям в Церкви. Видео снискали признание и любовь поклонников и регулярно снабжаются добровольцами субтитрами на русском, греческом, сербском, испанском, румынском, болгарском, украинском и словацком языках, а иногда также и на других языках. Сестра Васса рассматривает эти видео как часть своих обязанностей, и что образование, полученное ей в Церкви должно быть использовано не только ради неё самой, но и для служения Церкви. Данное служение поддерживается, по крайней мере частично, за счёт продажи кофейных чашек, денежных пожертвований, и подписчиков (subscriber patrons), которые получают бонусные подкасты и материалы для изготовления текущих, ежемесячные пожертвования). Кроме Youtube, «Кофе с сестрой Вассой» транслируется через Facebook, ВКонтакте, Twitter, Google Plus и Ancient Faith Radio. Все это делалось с благословения архиепископа Марка.

## Публикации
Mонографии
- The Hierarchal Divine Liturgy in Arsenij Suxanov’s Proskinitarij: Text, Translation, and Analysis of the Entrance Rites. Roma, 2010. (Orientalia Christiana Analecta; 286). ISBN 978-88-7210-370-8.

Научные статьи
- Церковный принцип икономии и Русская Православная Церковь Заграницей при митрополите Анастасии // Ежегодная богословская конференция ПСТБИ: Материалы 2003 г. — М., 2003. — С. 295—305.
- От Всероссийского церковного собора к Всероссийскому Собору, или: Что такое «Православное Епископство Церкве Российския»? // Православная Русь. Джорданвиль, 2004. — № 13. — С. 12-14.
- «Русскость» Русской Зарубежной Церкви в период 1920—1945 гг. в аспекте церковной икономии // Ежегодная богословская конференция ПСТБИ: Материалы 2004 г. — М., 2004. — С. 305—312.
  - Русскость Русской Зарубежной Церкви в аспекте церковной икономии (1920—1945) // Благодатный огонь. Православный журнал: Приложение к журналу Москва. — 2004. — № 12. — С. 20-29 (сокращённая перепечатка)
- Двупсалмие // Православная энциклопедия М., 2006. — Т. 14. — С. 269—270.
- «Слава Богу, Свою Церковь не оставляющему». Самосознание РПЦЗ на Третьем Всезарубежном Соборе 1974 г. // XVI Ежегодная богословская конференция ПСТГУ: Материалы. М., 2006. — Т. 2. — С. 203—207.
- The Dikerion and Trikerion of the Byzantine Pontifical Rite: Origins and Significance // Orientalia Christiana Periodica. Roma, 2008. — Vol. 74. — P. 417—430.
- What is Ritual Im/Purity and Why? // St. Vladimir’s Theological Quarterly. New York, 2008. Vol. 52: 3-4. — P. 275—292.
- The Origins and History of the Royal Office at the Beginning of Matins // Bollettino della Badia Greca di Grottaferrata. Grottaferrata, 2008. Vol. 3/5. — P. 199—218.
- Поминовение гражданских властей в византийском обряде как выражение церковного понимания государства // Православное учение о церковных таинствах: Материалы V Международной богословской конференции РПЦ (Москва, 13-16 ноября 2007 г.) / Свящ. М. Желтов, ред. М., 2009. — Т. 3 : Брак. Покаяние. Елеосвящение. Таинства и тайнодействия. — М. : Синодальная библейско-богословская комиссия, 2009. — 607 с. — С. 441—454.
  - Поминовение гражданских властей в богослужении византийского обряда как выражение церковного понимания государства // ΚΑΛΟΦΩΝΙΑ. Wissenschaftlicher Sammelband aus der Geschichte der kirchlichen Monodie und Hymnographie. Heft 5, Lviv 2010. — pp. 9-19.
- Feasting and Fasting According to the Byzantine Typikon // Worship. Collegeville (MN), 2009. — Vol. 83. — P. 133—148.
- Fr. Alexander Schmemann and Monasticism // St. Vladimir’s Theological Quarterly. New York, 2009. — Vol. 53: 2-3. — P. 301—318.
- A Peculiarity in the Liturgy of St. John Chrysostom in Russia: Commemoration of Civil Authorities // Studia Liturgica. Boston (MA), 2009. — Vol. 39. — P. 15-22.
- Die Entstehungsgeschichte des königlichen Anfangs des byzantinischen Orthros // H.-J. Feulner (Hg.) Liturgies in East and West: Ecumenical Relevance of Early Liturgical Development — Scholarly International Symposium Vindobonense (Vienna, November 17-20, 2007). Wien, 2009.
- Feasting and Fasting According to the Byzantine Typikon // Orientale Lumen XII Conference: Proceedings, 2008. Fairfax (VA), 2009.
- Toward the Origins of Singing It is Worthy (Axion Estin) at the Entrance of a Bishop into Church in the Byzantine Rite // D. Galadza, N. Glibetić, G. Radle (eds.) TOXOTHC. Studies for Stefano Parenti. Grottaferrata, 2010. (Analekta Kryptoferres; 9). P. 267—275.
- The Hierarchal Liturgy in Late Byzantium and After: Toward a Liturgical Ecclesiology // St. Vladimir’s Theological Quarterly 55:1 (2011). pp 5-26.
- Life, Liturgy, and the Canons of the Orthodox Church Today // Worship. Collegeville (MN), 2011.
- Priester- und Opferverständnis in der Orthodoxen Kirche // K. Nikolakopoulos, ed. Festschrift für T. Nikolaou. München, 2011.
- The Canonical Rules of the Orthodox Church: Theory and Practice // Logos 52, 3-4 (2012) 313—330.
- The Bishop as Minister of the Prothesis? Reconsidering the Evidence in Byzantine and Muscovite Sources // B. Groen — S. Hawkes-Teeples — S. Alexopoulos (eds.), Inquiries into Eastern Christian Worship, Leuven 2012, pp. 319—330.
- Das Priester- und Opferverständnis in der Orthodoxen Kirche // Orthodoxes Forum 1-2 (2011 [appeared in 2012]). pp. 181—185.
- Roman Catholic Students at Russian Orthodox Liturgy: The Communion of the Churches, From the Bottom Up // Worship 86/4 (2012) 311—323.
- Active Participation of the Faithful in Byzantine Liturgy // St. Vladimir’s Theological Quarterly 57:1 (2013). pp. 67-88.
- Zur Entstehungsgeschichte des ‘königlichen’ Anfangs des byzantinischen Morgengottesdienstes // in Hans-Jürgen Feulner (Hg.), Liturgies in East and West: Ecumenical Relevance of Early Liturgical Development — Acts of the International Symposium Vindobonense I, Vienna, November 17-20, 2007 (Österreichische Studien zur Liturgiewissenschaft und Sakramententheologie 6), Vienna 2013. pp. 225—242.
- The Opening Formula of the Byzantine Divine Liturgy, ‘Blessed is the Kingdom,’ Among Other Liturgical Beginnings // Studia Liturgica 43:2 (2013). pp. 229—255.
- Дикирий и трикирий византийского архиерейского богослужения: происхождение и значение (перевод с английского игумена Мелхиседека (Крахмалева Андрея Петровича) // Seminarium: Труды Курской духовной семинарии. — 2022. — № 4. — С. 143—153.

Учебно-методические материалы
- Russisch-Orthodoxe Religionslehre // Lehrplan für das Gymnasium in Bayern: Lehrplan des achtjährigen Gymnasiums / Bayerisches Staatsministerium für Unterricht und Kultus. München, 2004.

Научно-популярные статьи и публицистика
- Das Typikon und wie man es benutzt // Der Bote der deutschen Diözese der Russischen Orthodoxen Kirche im Ausland. München, 2000. — № 4. — S. 34-35.
- Православные праздники и праздничное богослужение // Вестник Германской епархии Русской Православной Церкви за границей. Мюнхен, 2000. — № 5-6. — С. 34-35.
- Праздник Сретения и история его // Вестник Германской епархии Русской Православной Церкви за границей. Мюнхен, 2000. — № 5-6 — С. 35-36.
- Первые годы (1920—1921 гг.) Русской Зарубежной Церкви в исследовании историка прот. Владислава Цыпина // Вестник Германской епархии Русской Православной Церкви за границей. Мюнхен, 2002. — № 2. — С. 23-24.
- Как следует класть поклоны в храме? // Вестник Германской епархии Русской Православной Церкви за границей. Мюнхен. 2002. — № 3. — С. 21-23.
- «Первые годы РПЦЗ (1920—1921 гг.) в исследовании историка прот. Владислава Цыпина» // Православная Русь. 2003. — № 12. — С. 11-12.
- Как мы могли остаться русскими // Мы в России и Зарубежье: Православный общественно-политический журнал. Москва, 2005. — № 4. — С. 10-11.
- Questions on the Eastern Churches: A New Author, a New Beginning, and Updated ‘QBox’ Rules // Eastern Churches Journal. Fairfax (VA), 2008 [2010]. Vol. 15/1. — P. 141—143. (в соавторстве с Робертом Таффтом)
- Questions on the Eastern Churches 22. Two Questions on Ruthenian Liturgical Usage: Why Is There No Conferral of Cuffs at Diaconal Ordinations? And Who Bows to Whom During the Great Canon of St. Andrew of Crete? // Eastern Churches Journal. Fairfax (VA), 2008 [2010]. Vol. 15/1. — P. 144—146.

интервью
- Orthodoxy is Not a Religion of Fear // Historical Studies of the Russian Church Abroad. 04.05.2009.
- Orthodoxy: Affirmation, not Negation // Historical Studies of the Russian Church Abroad. 04.09.2009.
  - Православие: утверждение, а не отрицание // bogoslov.ru, 5 октября 2009
- Инокиня Васса (Ларина): Богословие научно, если им заниматься компетентно // Татьянин день. 23.06.2010.